# Le Noyer-en-Ouche
Le Noyer-en-Ouche ist eine französische Gemeinde mit 206 Einwohnern (Stand: 1. Januar 2022) im Département Eure in der Region Normandie (vor 2016 Haute-Normandie). Sie gehört zum Arrondissement Bernay und zum Kanton Brionne. Die Einwohner werden Noyerois genannt.

## Geographie
Le Noyer-en-Ouche liegt etwa 29 Kilometer westlich von Évreux an der Risle, die die Gemeinde im Osten begrenzt. Umgeben wird Le Noyer-en-Ouche von den Nachbargemeinden Mesnil-en-Ouche im Süden, Westen und Norden, Beaumont-le-Roger im Norden, Grosley-sur-Risle im Nordosten und Osten sowie La Houssaye im Osten.

## Bevölkerungsentwicklung
| Jahr                       | 1962 | 1968 | 1975 | 1982 | 1990 | 1999 | 2006 | 2019 |
| Einwohner                  | 286  | 232  | 234  | 147  | 177  | 200  | 187  | 230  |
| Quellen: Cassini und INSEE |      |      |      |      |      |      |      |      |

## Sehenswürdigkeiten
- Kirche Notre-Dame aus dem 16./17. Jahrhundert
- Kirche Saint-Pierre aus dem 15./16. Jahrhundert in Châtellier-Saint-Pierre
- Pfarrhaus aus dem 18. Jahrhundert
- Grammontenserpriorat von Saint-Étienne, ursprünglich aus dem 12. Jahrhundert, nach Zerstörung im 17. Jahrhundert wieder errichtet

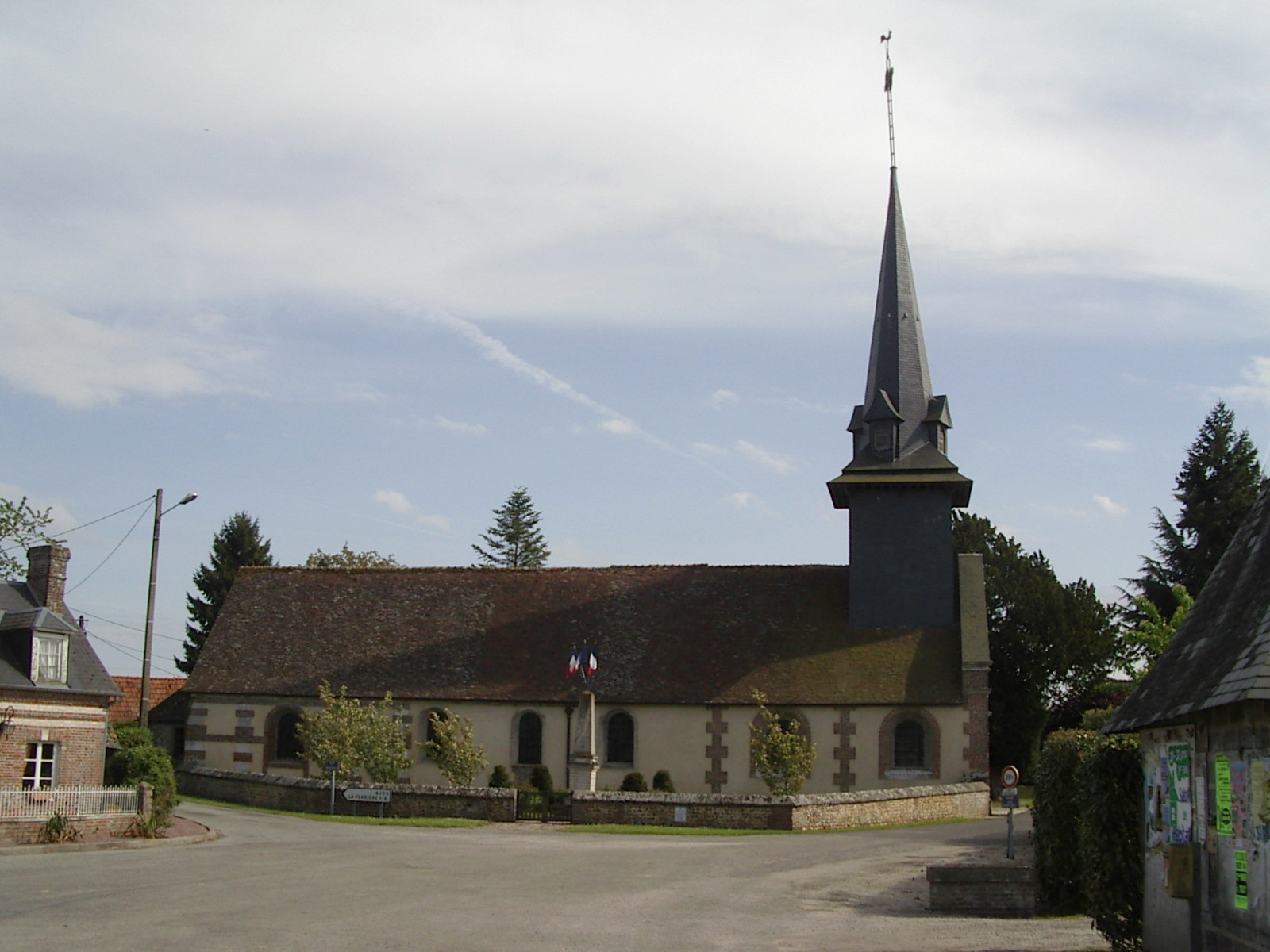
Kirche Notre-Dame